# 囊帕拉枪杀事件

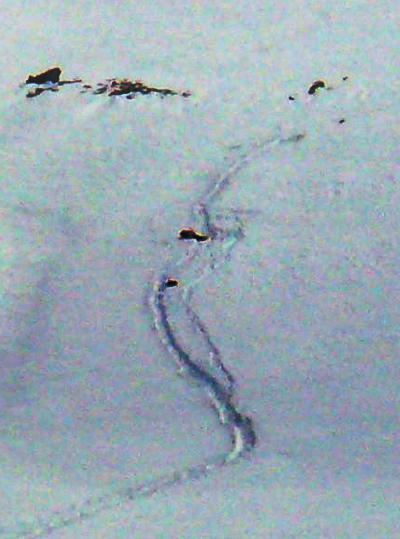
被射杀的格桑南錯

囊帕拉枪杀事件是指2006年9月30日中国边防武警向企图穿越中国西藏与尼泊尔边境上的囊帕拉山口（海拔5700米，一译朗喀巴山口）、出境前往尼泊尔的75名西藏朝聖者开枪射击并至少打死两人的流血事件。
朝聖者（參見藏傳佛教的朝聖）包括年幼的儿童和两名带路的向导。2006年9月30日，据目击者和朝聖者称，中国西藏边防武警总队日喀则大队定日中队在无预警的情况下，远距离向这些试图徒步穿越山口的藏人开枪射击，17岁（有报道称23岁）的格桑南错（女）被子弹击中，在山口前死亡。另一名23岁藏人贡桑南杰（男）被两次击中腿部后倒下，由武警带走，事后中国当局承认贡桑南杰死亡。
中国政府表示“士兵开枪是出于自卫”。这一声称与现场西方目击者的陈词有矛盾。事后，41名幸存者抵达位于尼泊尔首都加德满都的“西藏难民中转中心”。两周以后，幸存者抵达朝聖目的地印度达兰萨拉。第十四世達賴喇嘛單獨接見了他們並合影。

## 事件背景

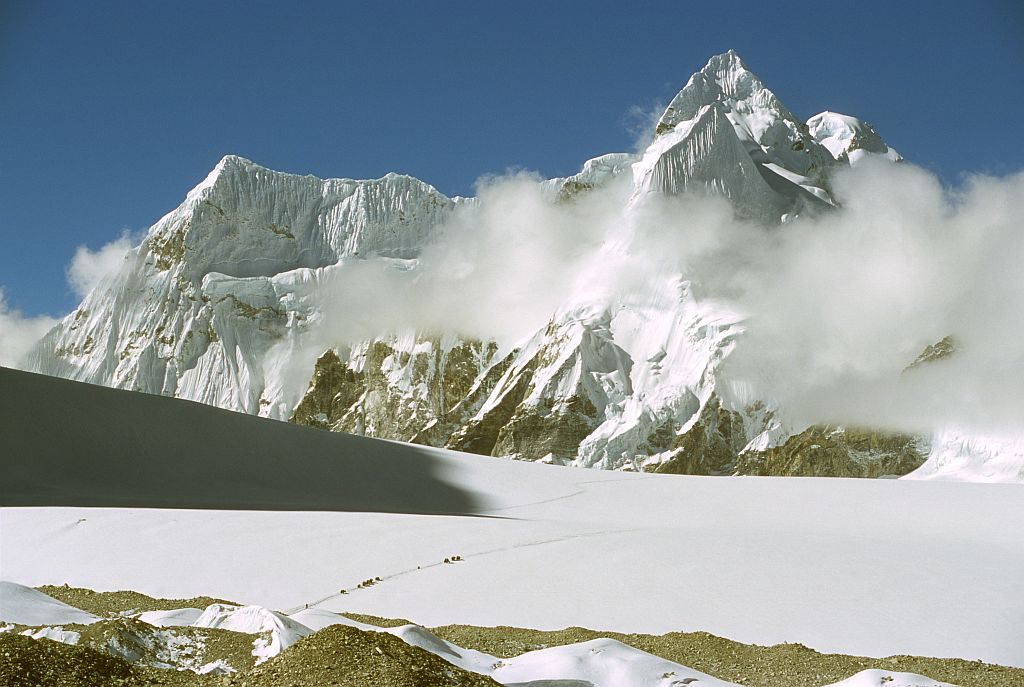
朝聖者經過囊帕拉山口。從卓奧友峰先頭大本營拍攝。

囊帕拉山口，一译朗喀巴山口，是西藏与尼泊尔坤布地区之间边界上商旅通行的关隘。从邻近的卓奥友峰以及位于该山的登山大本营、先头大本营都可以眺望到这个山口。登山者者通常在此练习攀登卓奥友峰，作为登頂珠穆朗玛峰的热身準備。
9月30日事件发生的早上，先头大本营有多达40个西方登山运动员和他们的向导（一般是夏尔巴人）。当时的气氛事后被登山人形容为“恐怖”，这些登山人中至少有两人当即试图与外界取得联系。

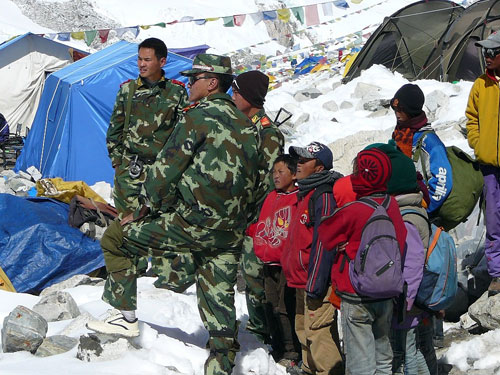
中國武警帶著被捕的藏族兒童從卓奧友峰先頭大本營回望囊帕拉山口。

外界最早是通过MountEverest.net得知消息。一些外国登山者向外界发布了照片和视频，私下或者公开提供了目击者证词。这些图像包括中国士兵押送未能逃脱的幸存者（包括未成年的藏人）列队经过卓奥友峰先头大本营的情形。视频片段包括武警战士对正在远去的非武装藏人平民进行长距离狙击式射击。
一名登山人证实，至少一名武警对当时在先头大本营的个别登山人进行了录像。

## 后续发展
10月4日，BBC等西方主要媒体开始报道事件。这些媒体最初的消息来源都是国际登山人网站ExplorerWeb有关珠峰登顶运动的部分mounteverest.net，该网站是世界上最大的户外活动报道网站之一。据该网站报道，一名匿名的登山者陈述：“9月30日清晨，我走出餐饮帐篷，向囊帕拉山口眺望。我看到一队西藏人向山口进发，这是司空见惯的，因为每一年的这段时间是通商时节。然后，毫无预警地，枪声大作，一轮，一轮，又一轮。队伍开始朝山上逃散，这里海拔是19000英尺。看起来，中国军队得到密报说有人逃亡，于是带枪出现了。目睹队伍在雪地上蜿蜒奔命，枪声四起，我们注意到两个人形仆倒。望远镜下就清楚了：两人倒下，没有再起来。接着，更多军队包围了先头大本营。”
10月5日，据《菲律宾每日问询报》报道，菲律宾卓奥友山探险队也目睹了枪杀事件。“星期六，在打给《菲律宾每日问询报》的一通移动电话中，Ted Esguerra 医生情绪激动，说至少看见三个人在囊帕拉山口被枪杀，两女一男。”报纸报道说。“我在这里是救死扶伤的，可我却目睹生命被夺去。”
同一天，位于加德满都的西藏难民接待中心负责人隆珠多杰称，在枪击事件中幸存的40多名藏人逃入尼泊尔，目前他们正前往尼泊尔首都加德满都。准确的人数后来确定为41名。
10月9日，英国登山者、警官Steve Lawes从尼泊尔打电话说，至少十名在9月30日西藏-尼泊尔边境遭遇枪击的年幼儿童，已被中国拘捕。Steve Lawes在卓奥友山大本营目睹了枪击事件和随后的西藏儿童被捕事件，他向国际登山人网站提供了一些事件的细节。
10月11日，罗马尼亚登山者Alex Gavan、Sergiu Matei对媒体提供目击证词，并稱曾营救一名藏人，该男子后来成功抵达尼泊尔。Alex Gavan 谴责国际知名运动品牌 HiMex, Jagged Globe, Adventure Consultants, Alpine Ascents 为了商业利益不敢说出真相，丧失运动精神。（据国际登山人网站澄清，其中Alpine Ascents 美国公司已于事后向华盛顿的拯救西藏组织提交报告）Sergiu Matei对媒体表示：“我把他（枪击幸存者）带进帐篷，给了他极地保暖毯和一双袜子。我没拍下来，我不想再回去，只希望他穿越山口，不要成为那些嗜血的中国人的活靶子。我给了他一些牛奶和爆米花。然后我告诉他得尽快离开，因为中国军人在搜捕两名失踪的藏人，很可能会搜查帐篷。我给他指了穿越冰川的捷径，他就上路了。他穿越槽口的时间大约是凌晨两点。” 
10月12日，斯洛文尼亚登山者Pavle Kozjek公布他拍摄到的枪杀事件现场照片。
同日，中国外交部证实发生了枪击事件。香港星岛日报报道，「西藏七十人偷渡出境被警员发现，双方冲突两死伤」，但中国外交部发言人刘建超否认了解这件事件。
10月13日，罗马尼亚Pro电视台公布了该国登山者Sergiu Matei拍摄的中国武警射杀藏人的视频录像，并采访了摄影师。当时这位罗马尼亚摄影师正在卓奥友山的大本营，拍摄到一队西藏人在爬山，前往冰雪覆盖的囊帕拉山口时，突然响起枪声，一人随即仆倒。图像清晰地显示，当时这些藏人明显背对着中国军人，手无寸铁，没有反抗。被射杀的格桑南错，是后背中枪。国际声援西藏运动发言人声称“这些视频片段驳斥了中国政府关于士兵开枪是出于‘自卫’的指称”。国际登山人网站就此发表社论《中国，你没有借口》，表示中国政府关于这次事件的所有说辞都已被证明站不住脚，该网站同时谴责西方社会对中国在西藏的行径“视若无睹”。
10月18日，加拿大外交部长彼得·麦克凯“强烈”谴责中国军人射杀一名、射伤另一名逃往尼泊尔的藏民。麦克凯在加拿大下议院表示：“加拿大强烈谴责这一针对无武装的平民的严重违反人权的行为。我们已经正式向中国政府表达了这些关切。我们已经呼吁中国方面就此事进行全面的独立调查，惩罚责任人，并且释放扣押的西藏儿童让他们与家人团聚。” 麦克凯称，按照《联合国儿童权利公约》中国有义务这样做。同一天稍早，美国驻华大使雷德前往中国外交部就此事代表美国递交了正式抗议。
同日，挪威电视二台在黄金时间播出了枪击事件的新闻。节目采访了两名挪威登山人Geir Lysfjord、Jan Arve Andresen，他们是当时在大本营中的六名挪威登山者中的两名。Lysfjord 表示，当时他正在大本营吃早饭，他亲眼目睹大约1000米开外，中国军人瞄准藏人后开枪，打倒了一人。挪威登山者表示对“中国军人毫无顾忌地对平民使用暴力”感到万分惊讶。据Lysfjord描述，他看见中国军人次日回到冰川，试图掩埋尸体，但是没有成功，后来军人找来藏人和牦牛车把尸体搬走，这时尸体已经躺了三天，情况与中国官方所说“边防警员自卫伤及两名偷渡人员，其中一人因事发地海拔6200米，高寒缺氧，自然环境极其恶劣，经抢救无效死亡”完全不符。
10月23日，抵达印度的枪击事件41名幸存者中的3人参加了在新德里全印记者俱乐部（PCI）举行的记者招待会。会议开始时放映了罗马尼亚登山摄影师拍摄的录像，然后土登次仁（23岁，僧人）、卓玛帕吉（16岁女童）、洛桑曲登（26岁）讲述了他们逃生的经过。土登次仁告诉记者：“当时没有任何警告（就开了枪）。子弹近到我能听到呼啸声。我们四散逃命。” 同日，中国官员证实事件中还有一名藏人死亡。西藏人权与民主中心发表一份新闻稿称，“其他32名逃亡者下落不明。其中14人是儿童，年龄最小的8岁。未受伤或被捕的逃亡者中，有些人失踪，41 人 (包括27名18岁以下未成年人) 抵达尼泊尔加德满都，在那里受到联合国难民高级专员署的保护，他们目前正在新德里。”该中心认为，中国武警的作为违反了多项国际和全国性法律。人权宣言第14条规定“人人有权在其他国家寻求和享受庇护以免遭迫害”。1951年难民地位公约也同样规定难民合法享有国民待遇人权。中国外交部关于自卫的宣称根据国际法也是非法的。《联合国宪章》第51条确实包含了自卫权，但是只有在国民正在被武装袭击时才能合法行使这项权利。外国目击者旁证了逃亡者的证词，即他们并无武装。2006年7月27日联合国特别报告员弗雷提交的《防止侵犯人权与小型和轻型武器》的报告，进一步澄清了国家自卫的权利：“第51条联合国宪章适用于国家因其国家主权受到武装袭击所进行的自卫。它并不适用于个别人员自卫的情况。” 她补充说，“国家官员不得以轻武器侵犯人权。”西藏人权与民主中心呼吁联合国人权事务高级专员和人权理事会为在囊帕拉事件中遭到枪击的西藏难民寻求正义，并确保现在被中方看管的西藏人不受伤害、立即释放。
囊帕拉枪杀事件得到的国际媒体关注，在近年来有关西藏问题的报道中是空前的，也促使关注指称“中国在西藏侵犯人权”问题的政府增多。
2006年11月30日, 联合国在瑞士日内瓦举行人权理事会会议期间，16个非政府组织联合发表声明，敦促联合国人权事务高级专员署就9月30日囊帕拉枪杀事件采取措施。他们称，一名中国代表就此事所作的说明与政府说法前后不一，矛盾百出。

## 事件被捕者名单
偷渡者团体成员自枪击事件后失踪，据信他们被中国当局拘捕。以下名单由自由西藏學生運動搜集并以电子邮件发送。
- Tenwang, 7岁
- Lhakpa Tsering, 8岁
- Dhondup Lhamo, 9岁
- Dechen Dolma, 10岁
- Wangchen, 11岁
- Tsedon, 12岁
- Sonam Wangdue, 12岁
- Ming Shomo, 13岁
- Lodoe Nyima, 15岁
- Jamyang Tsetan, 16岁
- Karma Tsetan, 16岁
- Lodoe Namkha, 16岁
- Karma, 19岁
- Samten, 19岁
- Sonam Palzom, 20岁
- Dhondup Palden, 21岁
- Kusang, 22岁
- Lobsang Paljor, 35岁

## 大事记
- 9月30日 当地时间10时30分许，枪击事件发生
- 9月30日 卓奥友山登山队一名医生向其本国媒体打电话，叙述事件发生
- 10月2日 事件报道首次出现在国际登山人网站 MountEverest.net 上，消息来源为西方登山人向导
- 10月4日 西方主要国际通讯社开始报道
- 10月9日 枪击事件幸存者抵达尼泊尔首都加德满都，被当地的联合国难民事务高级专员署给予难民资格
- 10月10日 罗马尼亚攀岩人 Alex Bagan、Sergiu Matei 首次向MountEverest.net提供枪击事件目击证词
- 10月10日 英国警官Steve Lawes接受中国驻加德满都大使馆约谈
- 10月11日 卓奥友登山队返回尼泊尔，英国《独立报》报道中国外交官试图使目击枪击事件的登山人和夏尔巴人向导保持沉默，导致西方登山者尽快离开。
- 10月11日 斯洛文尼亚人Pavle Kozjek向MountEverest.net提供有关事件第一批照片
- 10月12日 美国驻中国大使雷德代表美国亲自前往中国外交部，就中国对待藏人的方式递交正式抗议
- 10月12日 最先揭露边防军开枪的登山者造访了加德满都的西藏流亡者转接中心；他见到了几名幸存者，与他们交谈。
- 10月12日 中国官方通讯社新华社报道称，藏人袭击军人，军人"被迫自卫"
- 10月13日 MountEverest.net 首次发布事件视频：“中国，你没有任何借口:视频显示中国军人狙击藏人”
- 10月14日 罗马尼亚电视台ProTV采访Sergiu Matei，回放事件片断
- 10月16日 UNPO（无国家民族国际组织）首次就“中国士兵的非法屠杀”发表呼吁
- 10月17日 国际登山人网站MountEverest.net开始进一步征集目击者证词
- 10月17日 EverestNews.com 征求攀岩者意见：“怎么办？”
- 10月18日 国际声援西藏组织从英国攀岩者处收到枪击事件新披露照片
- 10月19日 西藏流亡政府敦促联合国难民事务高级专员关注囊帕拉枪击事件
- 10月21日 枪击事件幸存者从加德满都动身前往印度
- 10月23日 中国当局证实，格桑南错在事件中被当场打死
- 10月24日 三名幸存者，土登次仁（23岁）、卓玛帕吉（16岁）、洛桑曲登（26岁），在新德里参加记者招待会
- 10月26日 人权观察组织呼吁对枪击藏人事件进行独立调查
- 10月26日 欧洲议会就西藏事件动议，表决结果：66赞成，0票棄權, 0票反对
- 10月 据不完全统计，到月底为止，以下国家举行过针对囊帕拉枪击事件的抗议示威或网上活动：尼泊尔、印度、美国、加拿大、英国、澳大利亚、比利时、捷克、挪威、瑞士、列支敦士登、意大利、法国、德国

### 引用
1. ↑  Jonathan Green. . PublicAffairs. June 2010: 195–200. ISBN 978-1-58648-714-0.
2. ↑  .   [2006-12-05]. （原始内容存档于2007-01-07）.
3. ↑  . 自由西藏學生運動.   [2006-12-05]. （原始内容存档于2006-12-10）.